# 면복

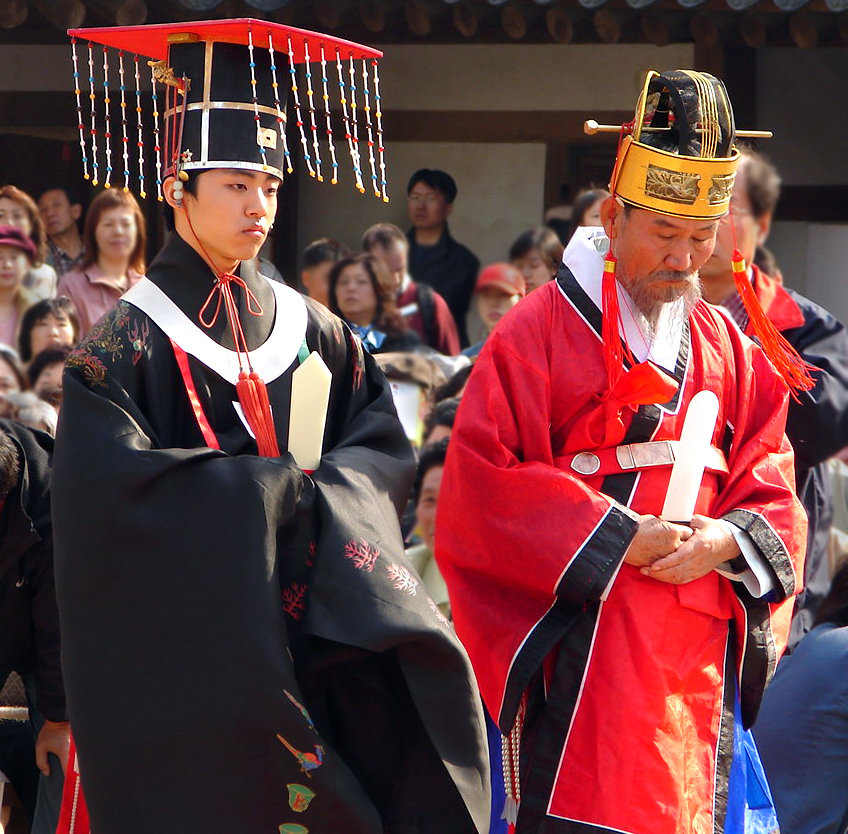
조선식 면복 (왼쪽)

면복(冕服)은 고대 중국에서 남성의 최고 등급의 예복을 말한다. 중국에 연원을 두고 있으며 동아시아 각국의 제왕이 면복을 착용하였다.
황제의 면복은 12개의 류가 달린 면류관에 12개의 장문(章紋)이 있는 12류면 12장복, 황태자와 왕의 면복은 9류면 9장복, 왕세자의 면복은 8류면 7장복, 왕세손의 면복은 7류면 5장복이었다.

## 구장복
구장복(九章服)이란 왕이 면복을 갖추어 입을 때 입던 제일 겉에 있는 곤의이다. 즉 왕이 종묘사직에 제사지낼 때나 왕비를 맞아 드릴 때, 조회ㆍ정조ㆍ동지ㆍ수책 등에서 머리에는 면류관을 쓰고 곤복을 갖춰 입었다.
구장복은 크게 나누어 면류관과 곤복으로 나뉘어 있어 신분의 차는 주로 면류관의 면류수와 곤복에 표현된 장문의 수로 규정되어 있었다. 명나라에서는 황제ㆍ황태자ㆍ친왕ㆍ세자ㆍ군왕만이 입게되어, 황제는 십이류면 십이장복, 황태자와 친왕은 구류면 구장복, 세자는 팔류면 칠장복, 군왕은 칠류면 오장복을 입었다. 우리나라에 들어온 것은 문헌상으로 볼 때 고려시대이나, 삼국시대에 면류관의 존재가 확인되는 것으로 보아 고려 이전에도 입었다고 본다. 조선 때 명나라로부터 사여 받은 이래 역대 왕이 사여 받아 입었다.
이 구장복의 곤복은 아청사로 만든 홑옷이고 앞단ㆍ밑단ㆍ소매단에 선을 흑사로 두르고 있다. 중단은 청색사로 만든 홑옷으로 길이가 긴데 겉보다 1단 정도 길다. 중단 옷깃에는 불문이 11개 금박되어 있다. 곤복에는 용문이 양어깨에 있어 금색 비늘을 장식하고 있고 홍색으로 가를 둘렀으며, 등위에 있는 산문은 비취색이고 금색으로 외곽선을 긋고 있다. 양쪽 소매 뒤쪽에는 홍색의 화문 3개, 청ㆍ홍ㆍ 남으로 채색한 화충문 3개, 청색의 종이문 3개가 있다. 또한 흰 동정과 긴 옷고름이 있어 조선 말기의 것으로 보인다. 황제에 즉위하기 이전의 고종 혹은 황태자가 착용했던 것이 아니었던가 추측된다. 9장복은 유일하게 남은 진품으로 기록과 사진으로만 볼 수 있는 면복의 일단을 실물로써 볼 수 있다는 점에 그 의의가 크며 보존의 가치가 있다.

## 같이 보기
- 저고리
- 포 (옷)
- 원삼
- 활옷